# ГСП (стадион, 1902)
 За другия стадион със същото име, построен през 1998 г. вижте ГСП (стадион).  
„ГСП“ (на гръцки: Στάδιο Γυμναστικός Σύλλογος „Τα Παγκύπρια“) е бивш футболен стадион в град Никозия, Кипър. Построен е през 1902 г. с дарения от жителите на Никозия и е с капацитет от 12 000 места.
На 17 октомври 1934 г. е преименуван на „ГСП, Еуения и Антонис Теодоту“ на най-големите дарители за изграждането му.

## История
Намира се в центъра на града. Приема и концертни събития. През годините служи за домакинските срещи на „Траст“, „Олимпиакос (Никозия)“, „АПОЕЛ“, „Омония“, „Арменската младежка асоциация“, „Четинкая Тюрк“ и „Орфеас Никозия“. На него домакинства и националния отбор на Кипър. Стадионът в голямата си част е разрушен през 1999 г., а в наши дни терените му се използват за парк, като част от прилежащите му сгради не са съборени. Някои от футболните отбори се преместват на новия стадион.